# Гімн Палау
Держа́вний гімн Пала́у (Belau rekid) — один з головних державних символів Палау. Офіційно затверджений у 1980 році. Автором музики є Юмесеї О. Езекіл (Ymesei O. Ezekiel), слова належать декільком авторам.

## Офіційна версія
Belau loba klisiich er a kelulul,
El dimla ngarngii ra rechuodelmei
Meng mengel uoluu er a chimol beluu,
El ngar cheungel a rirch lomke sang.
Bo dole ketek a kerruul er a belluad,
Lolab a blakelreng ma duchelreng.
Belau a chotil a klengar re kid,
Mebo dorurtabedul msa klisichel.
Bod kai ue reke dchim lokiu a reng,
E dongedmokel ra dimla koted.
Lomcheliu a rengrdel ma klebkellel,
Lokiu a budch ma beltikelreng.
Dios mo mek ngel tengat ra Be lumam,
El dimla dikesam ra rechuodelmei,
Beskemam a klisicham ma llemeltam,
Lorrurt a klungiolam elmo ch'rechar.

## Версія англійською мовою
Palau is coming forth with strength and power,
By her old ways abides still every hour.
One country, safe, secure, one government
Under the glowing, floating soft light stands.
Let's build our economy's protecting fence
With courage, faithfulness and diligence
Our life is anchored in Palau, our land
We with our might through life and death defend
In spirit let's join hands, united, one
Care for our homeland…from forefathers on
Look after its concord, its glory keep
Through peace and love and heart's devotion deep
God bless our country, our island home always
Our sweet inheritance from ancient days
Give us strength and power and all the rights
To govern with to all eternity with might.

## Переклад українською мовою
Палау рухається вперед сильної і владної,
Завжди, як і раніше, дотримуючись колишніх шляхів.
Єдина країна, неушкоджена, безпечна, єдина держава
Під сяючим, рухомим м'яким світлом.
Давайте ж створимо для нашої економіки захист
Мужністю, вірністю і старанням.
Наше життя пов'язана з Палау, нашої землею,
Яку ми захищаємо своєю силою протягом життя і смерті.
Подумки візьмемося за руки, об'єднавшись в одне ціле,
Будемо дбати про нашу батьківщині ... як наші предки,
Зберігати її гармонію, зберігати її славу
Через світ, любов і глибоку відданість серця.
Господи, благослови нашу країну, наші рідні назавжди острова,
Наше миле спадщину давніх часів,
Дай нам силу, і влада, і все,
Щоб правити вічно.